# Walanae

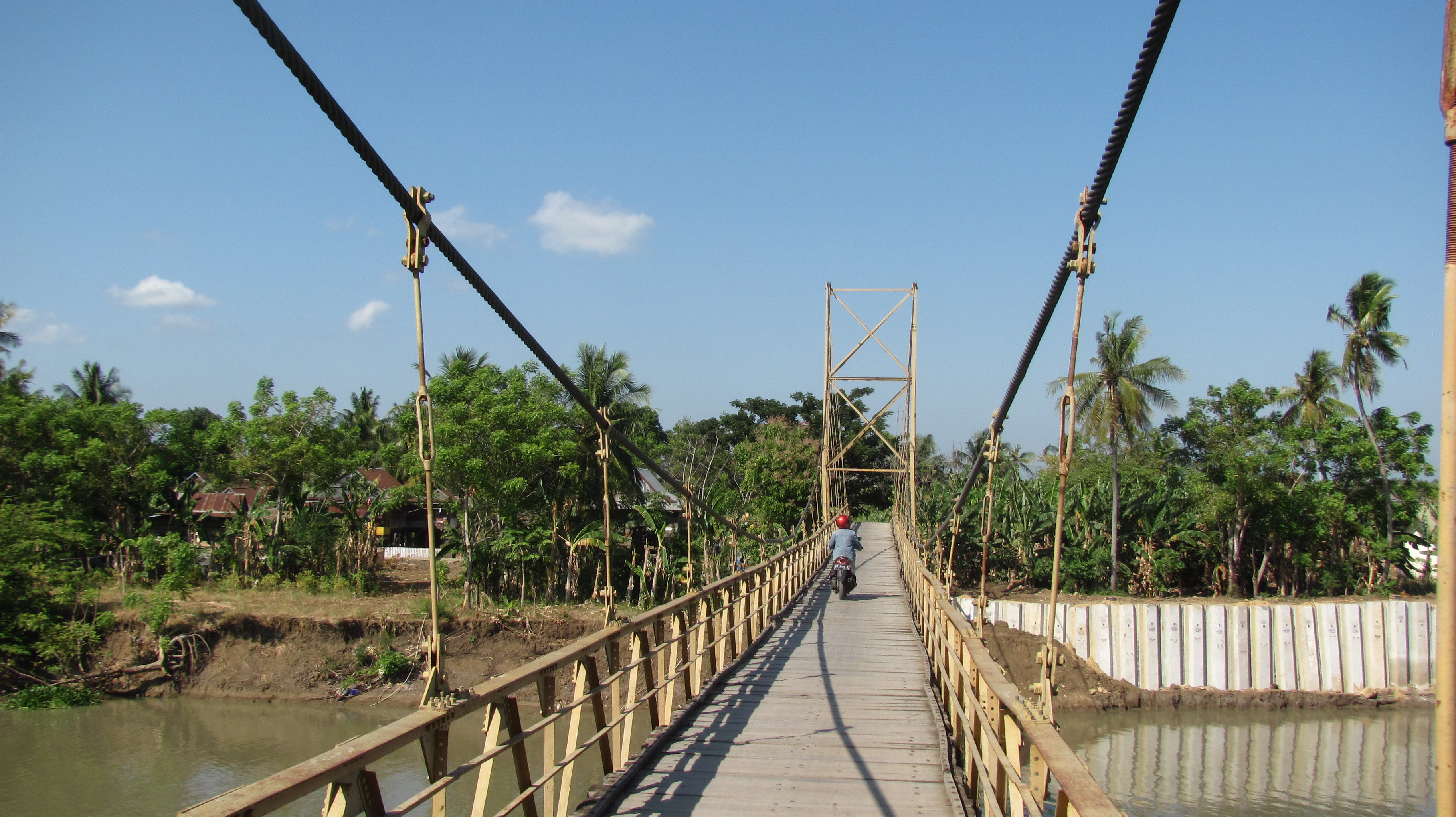
Hängebrücke über den Walanae in Sengkang

Der Walanae (indonesisch: Sungai Walanae) ist ein circa 150 Kilometer langer Fluss im südwestlichen Arm der Insel Sulawesi.  Das Einzugsgebiet des Walanae beträgt 478.932,72 Hektar und tangiert Gebiete der Regierungsbezirke (Kabupaten) Maros, Bone, Soppeng und Wajo.
Der Fluss entspringt im südlichen Teil der Provinz Südsulawesi nördlich des erloschenen Vulkan Lompobatang (2.871 m hoch) und zieht sich von dort nordwärts bis Sengkang, wo er den Abfluss des Sees Danau Tempe aufnimmt und sich nach Südosten wendet, um schließlich in den Golf von Bone zu münden. In seinem Einzugsbereich siedelt hauptsächlich das Volk der Bugis, das u. a. wegen seiner Pfahlbauten bekannt ist. Nicht selten tritt der Walanae über die Ufer.
Nebenflüsse sind Batu Puteh, Malanroe, Mario, Minraleng und Sanrego. Von Watansoppeng kommend mündet ein Nebenfluss von Westen kommend in den Walanae.
Das Flusstal wird von einer westlichen Bergkette (bis 1650 m Höhe) und einer östlichen Bergkette (Berge von Bone, bis 800 m Höhe) eingerahmt. Der Fluss wird von mehreren Hängebrücken überspannt.
An den Uferterrassen wurden mutmaßlich pliozäne Fossilien (Archidiskodon-Celebochoerus-Fauna) und pleistozäne Steinartefakte der sogenannten Tjabenge-Kultur (nach dem indonesischen Ort Cabenge in der Nähe der Hauptfundstellen benannt) gefunden.